# Гърниково
Гърниково (на македонска литературна норма: Гарниково) е село в Северна Македония, в община Кавадарци с 3 души население.

## История
В селото е построена църквата „Свети Мина“ в 1837 година.
Според статистиката на Васил Кънчов („Македония. Етнография и статистика“) от 1900 г. Гърниково е има 460 жители българи християни.
Цялото християнско население на селото е под върховенството на Българската екзархия. По данни на секретаря на екзархията Димитър Мишев („La Macédoine et sa Population Chrétienne“) в 1905 година във Горниково (Gornikovo) има 536 българи екзархисти.
При избухването на Балканската война един човек от Гърниково е доброволец в Македоно-одринското опълчение. В хода на войната в селото влизат сръбски части. Според доклад на Глигор Варналиев, главен български учител в Кавадарци, през януари 1913 година сръбски четници от Черна ръка провеждат обезоръжителна акция, при която в Гърниково убиват българите Христо Рапата и Петре Йовчев. След Междусъюзническата война селото остава в Сърбия.

## Личности
Родени в Гърниково
- Блаже Ристовски (1931 - 2018), историк от Северна Македония